# Anna Horn af Rantzien
Anna Brita Sofia Horn af Rantzien, tidigare Arrhenius, född 11 februari 1924 i Solna, Stockholms län, död 14 oktober 2009 i Högby-Källa-Persnäs församling i Borgholms kommun, Kalmar län, var en svensk författare och politiker. Hon var 1988–1991 ledamot i Sveriges riksdag för Miljöpartiet. Vid sidan av politiken var hon verksam inom miljörörelsen, och grundade 1984 Föreningen Kärngårdar.

## Biografi
Anna Horn af Rantzien avlade studentexamen 1942, blev fil.kand. vid Stockholms högskola 1947 och fil.mag. 1962. Hon var extra ordinarie adjunkt i Sollentuna och Mörbyskolan 1961–1964, programproducent på Utbildningsradion 1964–1980 och redigerade diverse böcker. Horn af Rantzien hade utredningsuppdrag för länsstyrelserna i Östergötlands län och Kalmar län 1977 och 1988 samt för bostadsdepartementet 1978.

### Politiskt engagemang
Anna Horn af Rantzien var ledamot i miljö- och hälsovårdsnämnden i Solna kommun 1985–1988. 1988 valdes hon in i riksdagen på plats 62 för Miljöpartiet. Hon var ledamot i arbetsmarknadsutskottet och suppleant i kulturutskottet.

### Föreningen Kärngårdar
Anna Horn grundade 1984 Föreningen Kärngårdar. En "kärngård" arbetar enligt henne för en långsiktigt hållbar samhällsutveckling med medvetet värn för livets mångfald och rikedom.
Föreningen har identifierat ett 80-tal gårdar och arbetade för att dessa skulle bli en resurs inom Totalförsvarets Civilförsvar. 2012 gick Föreningen Kärngårdar upp i Föreningen Framtiden i Våra Händer, FIVH.

## Familj och eftermäle
Horn af Rantzien var dotter till biokemisten Olof Arrhenius, sondotter till kemisten och Nobelpristagaren Svante Arrhenius och syster till oceanografen Gustaf Arrhenius.
Efter Anna Horn af Rantziens död 2009 grundades Anna Horns minnesfond. Minnesfonden utdelar en gång per år ett bidrag på 5 000 kronor till någon form av aktivitet som ligger i linje med Framtiden i Våra Händers syfte.